# Hrabstwo Benton (Missouri)
Hrabstwo Benton (ang. Benton County) – hrabstwo w stanie Missouri w Stanach Zjednoczonych. Obszar całkowity hrabstwa obejmuje powierzchnię 752.48 mil2 (1 949 km²). Według danych z 2010 r. hrabstwo miało 19 056 mieszkańców. Hrabstwo powstało w 1835.

## Główne drogi
- U.S. Route 65
- Route 7
- Route 83
- Route 52

## Sąsiednie hrabstwa
- Hrabstwo Pettis (północ)
- Hrabstwo Morgan (północny wschód)
- Hrabstwo Camden (południowy wschód)
- Hrabstwo Hickory (południe)
- Hrabstwo St. Clair (południowy zachód)
- Hrabstwo Henry (zachód)

## Miasta
- Cole Camp
- Ionia (wieś)
- Lincoln
- Warsaw